# 施洛斯湖
47°54′50″N 12°20′43″E / 47.91389°N 12.34528°E

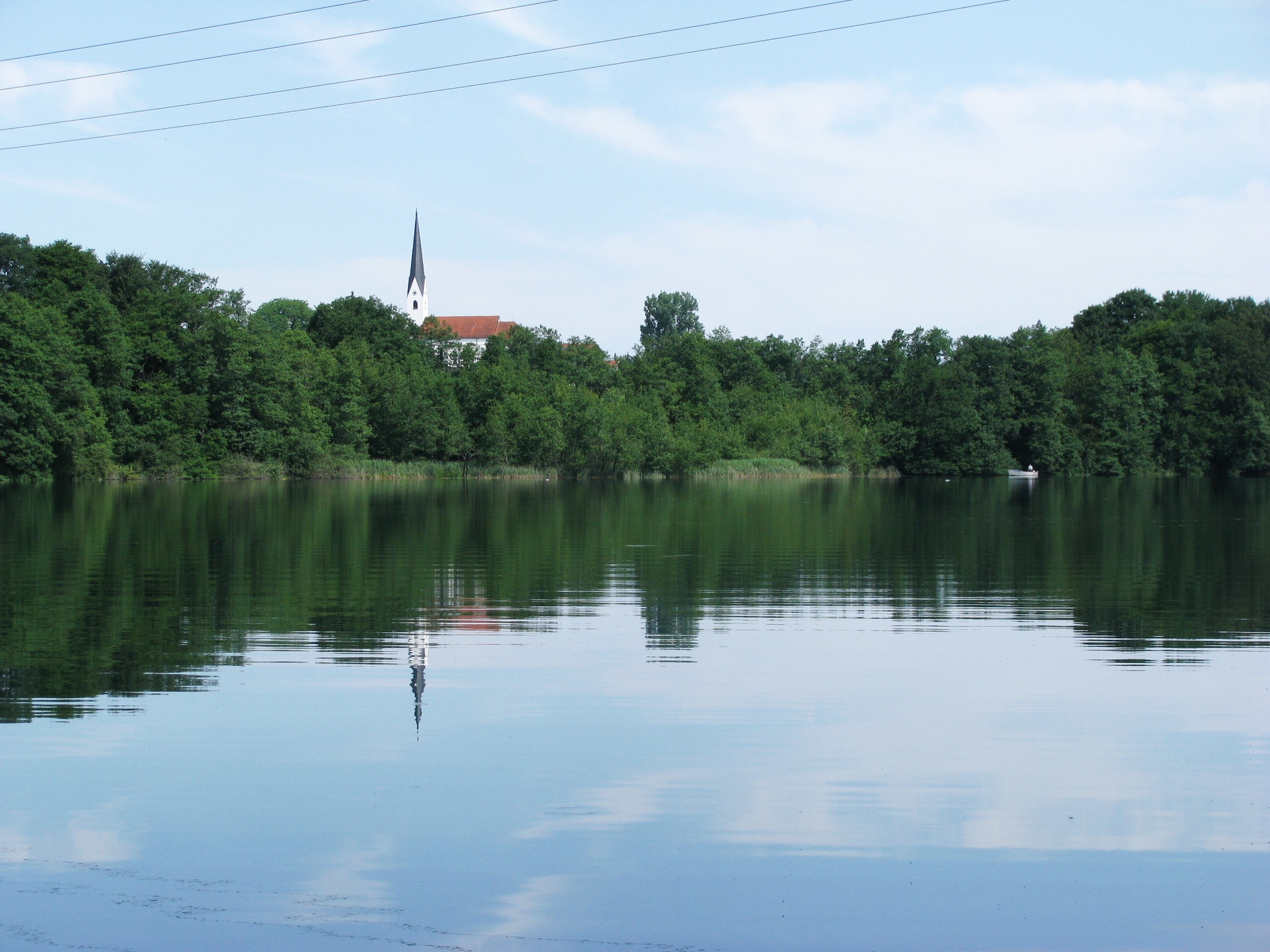

施洛斯湖（德語：Schloßsee），是德國的湖泊，位於該國東南部，由巴伐利亞州負責管轄，處於巴特恩多夫，長1.2公里、寬0.4公里，面積0.27平方公里，海拔高度530米，最大水深24米。